# Jonathan Scarfe
Jonathan J. Scarfe (ur. 16 grudnia 1975 w Toronto) – kanadyjski aktor telewizyjny i filmowy.

## Życiorys

### Wczesne lata
Urodził się w Toronto jako syn kanadyjskiej aktorki Sary Botsford i urodzonego w Anglii kanadyjskiego aktora i reżysera scenicznego Alana Scarfe. Jego ojciec rozwiódł się z matką i ożenił się ponownie z aktorką Barbarą March. Jonathan dorastał częściowo w Brooklynie w USA, ale jednak przede wszystkim w Kanadzie. Dopiero nieco później zamieszkał w Los Angeles.

### Kariera
Występował na scenie w sztukach: Burza jako Reaper, Stracone zachody miłości jako Dumaine i Wujaszek Wania jako Serebrejakow, a także Król Lear, Makbet i Otello. Po występie w niemiecko-kanadyjskim serialu Rodzinne pasje (Family Passions, 1993), gościnnie grywał w serialach: Nieśmiertelny (1994), RoboCop (1994) i Napisała: Morderstwo (1995). W serialu NBC Ostry dyżur (ER, 1997–2001) wystąpił w roli Chase’a Cartera, nadużywającego narkotyków kuzyna Johna Cartera (Noah Wyle).
Za rolę Luke’a Morrisona w telewizyjnym filmie kryminalnym CTV Television Network Morderstwo Morrisonów (The Morrison Murders: Based on a True Story, 1996) u boku Johna Corbetta oraz jako Ian McKee w filmie telewizyjnym Czarne kłamstwa (White Lies, 1998) był nominowany do kanadyjskiej nagrody Gemini. W 2000 roku został uhonorowany nagrodą Gemini za rolę Sheldona Kennedy’ego w filmie telewizyjnym The Sheldon Kennedy Story (1999). Zagrał potem w telewizyjnym thrillerze Zabójca naszej matki (Daughters, 1997) i jako Jezus Chrystus telewizyjnym dramacie ABC Judasz (2004) z Johnathonem Schaechem w roli tytułowej.

## Życie prywatne
30 sierpnia 1998 poślubił aktorkę Suki Kaiser. Mają dwoje dzieci.

## Filmografia

### Filmy
- 1997: Ostatni skok: Historia Grega Louganisa (TV) jako Keith
- 1997: Zabójca naszej matki (Daughters, TV) jako Jimmy Romeo
- 1998: Mniejsze zło (The Lesser Evil) jako młody Derek
- 1998: Półmrok (Twilight) jako Gliniarz
- 1999: The Sheldon Kennedy Story jako Sheldon Kennedy
- 2000: Kryptonim Feniks (Code Name Phoenix, TV) jako Kenny Baker
- 2000: Brudne pieniądze (Blood Money, TV) jako Peter Kafelnikoff
- 2002: Slap Shot 2 (Slap Shot 2: Breaking the Ice) jako Skipper Day
- 2002: Sto dni w dżungli (100 Days in the Jungle, TV) jako Grant Rankin
- 2002: Grzech naiwności (The Bay of Love and Sorrows) jako Michael Skid
- 2002: W zasięgu strzału (Liberty Stands Still) jako Bill Tollman
- 2003: Historia Roberta Wraighta (Burn: The Robert Wraight Story, TV) jako Robert Wraigh
- 2004: Rodzina Steedów (The Work and the Glory) jako Joseph Smith
- 2004: Klinika (The Clinic, TV) jako weterynarz dr Andrew MacDonald
- 2004: Judasz (Judas, TV) jako Jezus Chrystus
- 2004: Nora Roberts: Księżyc nad Karoliną (TV) jako Dwight Collier
- 2006: Rodzina Steedów 3' (The Work and the Glory III: A House Divided) jako Joseph Smith
- 2006: Dowody kłamstwa (Proof of Lies, TV) jako Sam Buckner
- 2007: Poeta (The Poet) jako Oscar
- 2009: Skrywane zbrodnie (Hidden Crimes, TV) jako Kurt Warnecke
- 2010: Radio Free Albemuth jako Nick
- 2010: Gniewna ławniczka jako Curtis
- 2011: Hallelujah (TV) jako Caleb
- 2012: Nietykalny Drew Peterson (Drew Peterson: Untouchable, TV) jako Jeff Aberdeen

### Seriale TV
- 1993: Family Passions jako Rolf
- 1993: Nieśmiertelny (Highlander: The Series) jako Kelly
- 1994: RoboCop jako Dogtown Boy #1
- 1994-95: Madison jako R.J. Winslow
- 1995: Na południe od Brazos: Lata bezprawia (Lonesome Dove: The Outlaw Years) jako Toby Finch
- 1995: Napisała: Morderstwo (Murder, She Wrote) jako Jamie Carlson
- 1996: Po tamtej stronie (The Outer Limits) jako Charlie Walters
- 1996: Nowojorscy gliniarze (NYPD Blue) jako Ted Manos
- 1997: Mroczne dziedzictwo (Poltergeist: The Legacy) jako Lucas
- 1997–2001: Ostry dyżur (ER) jako Chase Carter
- 1999: Diagnoza morderstwo (Diagnosis Murder) jako Quinn Montgomery
- 2000: Po tamtej stronie (The Outer Limits) jako Vince
- 2002: Wbrew regułom (Philly) jako Tommy Cabretti
- 2004: Słowo na L (The L Word) jako Matt
- 2004: CSI: Kryminalne zagadki Miami (CSI: Miami) jako Chase Shaw
- 2005: Dr Vegas (Dr. Vegas) jako Logan
- 2005: Into the West jako generał George Armstrong Custer
- 2005: Chirurdzy (Grey’s Anatomy) jako Hank
- 2006: Eskadra nadziei (Above and Beyond) jako Bill Jacobson
- 2007: Jordan w akcji (Crossing Jordan) jako Ken Scott
- 2007: Dowody zbrodni (Cold Case) jako Will Paige '38
- 2008: Tajemnice Smallville (Smallville) jako Robert Queen
- 2010: Zbrodnie Palm Glade (The Glades) jako Mark Ellison
- 2011: Gotowe na wszystko (Desperate Housewives) jako Andrew
- 2011: Punkt krytyczny (Flashpoint) jako Frank McCormick
- 2011: Podkomisarz Brenda Johnson (The Closer) jako Spencer Pittman
- 2012: Pułapki umysłu (Perception) jako Roger Probert
- 2012: Prywatna praktyka (Private Practice) jako pan Murphy
- 2012: Grimm (serial telewizyjny) jako wielebny Calvin
- 2016: Van Helsing jako Axel Miller